# Luftwaffe
Luftwaffe er Tysklands luftvåben. Det nuværende Luftwaffe blev grundlagt i 1956 som en del af Vesttysklands Bundeswehr. Efter genforeningen i 1990 blev Luftwaffe sammenlagt med DDR's luftvåben, Luftstreitkräfte der Nationalen Volksarmee. Der er ingen organisatorisk sammenhæng mellem det nuværende Luftwaffe og Nazi-tysklands luftvåben, der også benyttede navnet Luftwaffe. Nazi-tysklands Luftwaffe blev etableret i 1935 og opløst umiddelbart efter 2. verdenskrigs afslutning.

## Nazi-Tyskland
Nazi-Tysklands Luftwaffe blev oprettet som en del af Wehrmacht d. 26. februar 1935, i modstrid med Versailles-traktaten fra 1919, der forbød tysk militær flyvning. Luftwaffe havde monopol på flyvning i de tyske væbnede styrker (Göring: „Alles was fliegt, gehört mir“), selv pontonfly om bord på slagskibe, faldskærmstropper og små observationsfly, der i andre lande ville høre under hæren og flåden, hørte under Luftwaffe.
Ved 2. verdenskrigs udbrud i september 1939 var Luftwaffe verdens største og mest moderne luftvåben. Tysklands 16 år uden flystyrker gjorde, at Luftwaffe blev styret af hærofficerer. Luftwaffe var et eminent taktisk luftvåben, men elendigt strategisk. Så længe Luftwaffe støttede pansertropperne i lynkrigsskonceptet i Polen, Vesteuropa, Afrika og Sovjetunionen, klarede det sig perfekt. Men når det selvstændigt skulle kæmpe over de britiske øer, kom det til kort. En strategisk bombestyrke ville have kunnet svække den sovjetiske våbenindustri ved Uralbjergene.
Reichsmarschall Hermann Göring var chef for Oberkommando der Luftwaffe – OKL. Han udmærkede sig som flyver-es under 1. verdenskrig og var Hitlers naturlige valg som Luftwaffes chef. Göring var korrupt og skaffede kontrakter til vennerne frem for at vælge de bedste producenter. En anden brist var hans hang til praleri på Luftwaffes vegne.
Luftwaffe kunne ikke udslette Royal Air Force før en tysk invasion af England, det kunne ikke hindre allierede bombefly i at sønderbombe Tyskland, det kunne ikke forsyne den omringede 6. Armé ved Stalingrad og ydede en dårlig flyrekognoscering for ubådene i Atlanten. Alt sammen noget Göring havde pralet med, at det kunne. Luftwaffe blev sammen med resten af Wehrmacht opløst efter VE-dag.

## Bundesluftwaffe
Den 9. januar 1956 blev Luftwaffe med amerikansk våbenhjælp gendannet som Vesttysklands luftvåben. Det hed Bundesluftwaffe, men navnet blev hurtigt til Luftwaffe, også officielt. Første chef var Generalleutnant Josef Kammhuber. Luftwaffe fik flytyper som F-84F, RF-84F og canadisk byggede F-86D Sabre, samt forskellige typer af transport- og skolefly. Senere fik Vesttyskland modificerede udgaver af Lockheed F-104 Starfighter, hvoraf 292 styrtede ned med 115 dræbte piloter på kort tid. Starfighteren, der også blev brugt af Flyvevåbnet, fik øgenavnet: Der fliegende Sarg – den flyvende ligkiste.
Det var i denne forbindelse flyveresset fra 2. verdenskrig (176 luftsejre) Generalleutnant Johannes Steinhoff blev udnævnt til chef for Luftwaffe og efterhånden med forskellige tiltag kunne genskabe tilliden til Starfighteren. Luftwaffe udskiftede efterhånden Starfighteren med andre jagertyper. I 1971 overtog man 88 stk. RF-4E Phantom II til luftrekognosceringsopgaver, og senere kom bl.a. F-4E Phantom II og den europæisk byggede Panavia Tornado som begge stadigvæk er en del af Luftwaffe, sammen med det nyeste fly Eurofighter Typhoon.

Staben for den i 1955 oprettede Bundesmarine kunne godt huske Luftwaffes manglende flystøtte til Kriegsmarine under 2. verdenskrig, så Marineflieger blev med jetkampfly oprettet som marinens flyvetjeneste. Efter tilpasning af Bundeswehr til forholdene i dag har den tyske marine pr. 2005 ikke jetkampfly mere, men kun helikoptere og overvågningsfly.
Tilsvarende fik Bundesheer sin Heeresflieger.
I 1990 blev DDR's luftvåben Luftstreitkräfte der Nationalen Volksarmee opslugt af Luftwaffe, der blev det fællestyske luftvåben. De højere østtyske officerer blev pensioneret, og flyene blev skrottet på nær de nyeste MiG-29 Fulcrum. Kun baserne (Fliegerhorst) i Østtyskland som Bad Sülze, Laage, Holzdorf osv. var en forbedring af Luftwaffe.
Efter sammenslutning af de to tyske stater er det officielle navn for det tyske flyvevåben i dag Deutsche Luftwaffe.